# Порше, Вольфганг
Вольфганг Хайнц Порше (нем. Wolfgang Heinz Porsche) (родился в Штутгарте 10 мая 1943 года) — немецко-австрийский менеджер и управленец член семейной династии Порше. Является акционером и председателем наблюдательного совета  Porsche AG и Porsche Automobil Holding SE, а также членом наблюдательного совета Volkswagen AG и Audi AG.  Вольфганг Порше младший сын Фердинанда (Ферри) Порше [англ]] и Доротеи Рейц. Его старший брат Фердинанд (Бутци) Порше, дизайнер Porsche 911. Он также осуществляет деятельность в области культуры и науки и является почетным консулом Норвегии.

## Биография
Родился в 1943 году в Штутгарте, Германия в семье Доротеи и Ферри Порше. Являясь представителем рода Порше, Вольфганг Порше, таким образом, приходится внуком Фердинанду Порше, основателю "автомобильной" династии Порше и двоюродным братом Фердинанду Пиеху, бывшему председателю правления и председателю наблюдательного совета Volkswagen AG, представляющему линию Пиехов в династии Порше-Пиех. Также его старший брат, Фердинанд (Бутци) Порше, является дизайнером Porsche 911.
Первые шесть с половиной лет своей жизни он провел в «Schüttgut», поместье своего деда Фердинанда Порше в Целль-ам-Зее, Австрия. В 1950 году он вернулся с родителями в Штутгарт, где посещал Вальдорфскую школу. В 1965 году Порше сдал экзамен на аттестат зрелости в Оденвальдской школе в Хеппенхайме и одновременно экзамен на звание мастера слесарного дела.
Затем Порше поступил в Венский университет экономики и бизнеса, который он окончил со степенью в области делового администрирования. В 1973 году Порше получил степень доктора коммерческих наук, защитив диссертацию о типологии явлений концентрации бизнеса.
Порше был женат на режиссере и сценаристе Сюзанне Брессер с 1988 года до их развода в 2008 году. С 2019 года он женат на Клаудии Хюбнер, бывшем советнике штата и профессоре гражданского и уголовного права, с которой он уже появлялся на публике с 2007 года. У Порше есть сын и дочь от первого брака, два сына от второго брака и четверо внуков. Сейчас Вольфганг Порше живет в Целль-ам-Зее в Австрии.

## Деятельность
В 1973 году Порше основал компанию Jamoto, ставшую генеральным импортером мотоциклов Yamaha в Австрии, а в 1991 году распространившая дистрибьюцию на Венгрию. В 1992 году компания Jamoto была преобразована в Yamaha Motor Austria, совместное предприятие с Yamaha Motor Europe N.V. То же самое произошло с компанией Jamoto Hungary в 1993 году. Из-за недовольства политики, проводимой компанией Yamaha, Порше продал все свои акции в обоих совместных предприятиях компании Yamaha Motor Europe N.V. С 1976 года в течение пяти лет он работал менеджером в компании Daimler-Benz в области продаж и управления инвестициями. В 1978 году он был назначен членом наблюдательного совета Porsche AG, председателем которого он стал в январе 2007 года. Он также занимал должность управляющего партнера Porsche Holding GmbH в Зальцбурге с 1988 по 2011 год.
После смерти его отца Ферри Порше в 1998 году семья Порше избрала его своим представителем. Вольфганг Порше видит свою главную задачу в том, чтобы продолжить дело компании, созданной его отцом Ферри и его дедом Фердинандом Порше вместе с членами семей Порше и Пиех в том же духе. В качестве члена наблюдательного совета он играет ключевую роль в формировании политики и влиянии на развитие Porsche AG, а с 2007 года также Porsche Automobil Holding SE, которая, обладая 53,1% прав голоса, является крупнейшим акционером Volkswagen AG.
В 2013 году он был избран в совет Зальцбургского университета, состоящий из семи членов. Порше является членом попечительского совета Немецкого музея и Гипо-культурного Фонда, а также участвует в других культурных и общественных мероприятиях, таких как совместное спонсирование Бургтеатра и Испанской школы верховой езды в Вене.

## Награды
- 1998: Золотой почетный орден[нем.] земли Зальцбург[25]
- 2005: Большой почетный орден в золоте за заслуги перед Австрийской Республикой[24]
- 2005: Кавалер 1-го класса норвежского ордена Заслуг[26]
- 2008: Золотая медаль Штауфера[нем.] за заслуги перед федеральной землей Баден-Вюртемберг[27]
- 2012: Почетный сенатор[нем.] Зальцбургского университета[28][29]
- 2013: Почетный гражданин города Целль-ам-Зее[30]
- 2018: Большой почетный орден[нем.] земли Зальцбург[31]